# Liu Binyan
 (janvier 2017).
Dans ce nom chinois, le nom de famille, Liu, précède le nom personnel.
Liu Binyan (chinois simplifié : 刘 宾 雁 ; chinois traditionnel : 劉賓雁 ; pinyin : liú bīn yàn ; bopomofo : ㄌㄧㄡˊ ㄅㄧㄣ ㄧㄢˋ) est un journaliste et écrivain dissident chinois, né le 7 février 1925 à Changchun, province du Jilin, dans le Nord-Est de la Chine, et mort le 5 décembre 2005 dans un hôpital du New Jersey, aux États-Unis.
Son œuvre, méconnue en France, offre de l’intérieur un regard lucide et critique sur les contradictions de la société chinoise sous le régime communiste. L'un de ses collègues à l’université de Princeton, le professeur Perry Link, a qualifié Liu de « conscience de la Chine », affirmant qu'il est « sans peur et incorruptible ».
Dans sa présentation de l'édition française du Cauchemar des mandarins rouges (1989), son éditeur français, Gallimard, affirme que Liu Binyan « est sans conteste le plus grand journaliste chinois. Non pas un zélé propagandiste, non pas un plumitif du Parti, mais un authentique reporter ».
Son engagement à travers ses enquêtes sur la corruption, les abus de pouvoir et la répression lui valent une persécution de vingt-deux ans. Son travail met en lumière les difficultés des populations vulnérables face au système politique en place.

## Biographie

### Contexte familial
Liu Binyan vient d’une famille modeste. Il est le fils d’un employé des chemins de fer, russophone, travaillant comme interprète sur le chemin de fer transmandchourien. Il passe son enfance dans la ville industrielle de Changchun, où il est né. Il doit interrompre ses études assez tôt, lorsque son père devient sans emploi, lors de l’invasion japonaise en Chine du Nord.

### Influences
Privé d'école en raison de la déchéance de sa famille, Liu dévore néanmoins les œuvres de Tolstoï et Dostoïevski, lectures précoces qui inspirent à la fois sa vocation d'écrivain et son admiration pour la Russie.

### Avènement du communisme
Liu, à qui son père a transmis sa foi marxiste, adhère au parti communiste à 19 ans, en 1944. Il se trouve à Harbin (province du Heilongjiang), quand, après la défaite du Japon, la reprise de la guerre civile voit l'inexorable progression des communistes en Mandchourie.

#### Débuts journalistiques
Après la victoire communiste, il est engagé, en 1951, comme journaliste dans le Quotidien de la jeunesse de Chine, l'organe de la Ligue de la jeunesse communiste, où il pratique un journalisme littéraire, soucieux d’une description méticuleuse.
Lors d’un voyage en Union soviétique en 1951, il est surpris par l’atmosphère que le stalinisme fait peser sur la Russie, mais le dégel krouchtchévien le convainc ensuite que le communisme réformé reste porteur d’espoir.
Il se lie avec l’écrivain russe Valentin Ovetchkine, dénonciateur des excès du stalinisme, et cette rencontre l’amène à s'orienter vers la « littérature de reportage », dont la mission est, pour lui, de pointer les travers du système pour mieux le redresser de l’intérieur,. Liu Binyan reste dans l'histoire des lettres chinoises, le maître incontesté de cette littérature « corrosive et audacieuse, portant la plume dans les plaies politiques et sociales d'une Chine rouge à laquelle il aura tenté de croire jusqu'au bout » (Frédéric Bobin, Le Monde, 9 décembre 2005).

#### Regards critiques
Très vite, il rédige des reportages sur la corruption et la bureaucratie, et, en 1956, après l'appel de Mao Zedong à faire éclore les Cent Fleurs, Liu publie Nouvelles confidentielles de notre journal, un livre sur l’absence de liberté de la presse, qui lui apporte une certaine notoriété, et qui est un plaidoyer en faveur de la libération des plumes de journalistes au nom de la juste cause du socialisme.

#### Retour de bâton
Liu Binyan est l’un des écrivains les plus admirés en Chine, avant d’être mis au ban, par deux fois, par le parti communiste, victime des purges maoïstes, pour ses écrits critiques : en 1957 d'abord, après le piège de la campagne des Cent Fleurs, il est victime du « retour de bâton » qui suit, dénoncé comme « droitier » et exilé dans un village de montagne ; puis, vilipendé pendant la révolution culturelle en 1966, il est séparé de sa famille, envoyé en « rééducation » à la campagne, condamné aux travaux forcés dans un laogai pendant huit ans. 

#### Réhabilitation
Après la mort de Mao en 1976, la Chine solde les errements de la révolution culturelle, et, en 1979, Liu est réhabilité par la nouvelle équipe de dirigeants réformateurs conduite par Deng Xiaoping, réintégré dans le Parti et autorisé à travailler pour le Quotidien du Peuple, dont il devient « correspondant spécial ». Il reprend le flambeau de cette « littérature de reportage », dont il reste convaincu qu'elle doit aider le Parti à se purger, de l'intérieur, de toutes ses déviances.
Engagé avec enthousiasme dans le processus d’émancipation de la pensée, Liu Binyan participe à ce mouvement intellectuel, que Cheng Yingxiang a qualifié de « second réveil de l’intelligentsia chinoise » - après le premier réveil, le fameux mouvement du 4 Mai qui remontait aux années 1910 -, qui a constitué, dans les années 1980, l’âme et l’un des moteurs de la réforme.

#### Investigations
Avec quelques intellectuels partageant ses positions, Liu, journaliste et écrivain de renom, sème le doute, lance des défis frontaux au régime par son influence sur les étudiants et le grand public, suscite l’espoir des étudiants et fait passer le message qu’il est possible de changer la société.
Dans son œuvre littéraire comme dans ses reportages, il réveille les esprits, met en évidence les monstruosités au quotidien et les incohérences de la réalité du régime. Adulé par ses lecteurs, devenu une « figure » de son journal, il lutte pour une démocratisation du régime, en dénonçant de plus belle les bureaucrates qui entravent la marche des réformes.

#### Notoriété
En 1979, Liu Binyan publie « Cauchemar des mandarins rouges », dans lequel il dénonce une nouvelle fois la corruption. Dans sa préface à l'édition française de cet ouvrage (parue chez Gallimard, dans la collection « Au vif du sujet », en 1989), qui reste à ce jour le seul recueil de ses textes publié en France, Jean-Philippe Béja, son traducteur écrit : « Sa position correspond en somme à celle du censeur de la Chine ancienne, cet envoyé spécial de l'Empereur qui fait connaître au souverain les abus de pouvoir des fonctionnaires dépravés ». En quatrième de couverture, l'éditeur précise « Mêlant l'émotion au réalisme, l'humour à la dénonciation, les récits de Liu nous font partager les aventures d'intellectuels idéalistes, de paysans misérables ou enrichis, de cadres corrompus ou déchirés, de victimes de la répression maoïste ».
« Entre hommes et démons », enquête sur un réseau de corruption locale dans la province du Heilongjiang, installe en quelque sorte Liu Binyan dans la posture d'un écrivain justicier, défenseur acharné de la liberté d’expression, figure d'intégrité que le petit peuple victime des abus de pouvoir des cadres locaux submerge de cahiers de doléances. Cette position lui fait connaître, une nouvelle fois, quelques désillusions. Liu devient gênant. Il ne résiste pas longtemps au raidissement conservateur du régime qui culminera en juin 1989 avec la sanglante répression des manifestations de la place Tiananmen. Sa liberté de pensée lui vaut, en janvier 1987, alors qu'après un large mouvement de contestation estudiantine, le pouvoir veut reprendre la main contre le libéralisme intellectuel, une seconde exclusion du Parti, quelques jours après la mise à l'écart de Hu Yaobang et la perte de son emploi. 

### Exil
L'année suivante, Liu est expulsé de Chine, contraint à l'exil. Il arrive aux États-Unis en 1988 avec sa femme Zhu Hong, son fils Liu Dahong, et sa fille Liu Xiaoyan, un an avant le massacre de Tienanmen à Pékin. Il enseigne à l’UCLA, à Harvard et Princeton. En juin 1989, il apparaît beaucoup dans les médias pour critiquer la sanglante répression. Depuis, il ne peut rentrer en Chine, malgré ses demandes réitérées.
En 1998, dans une interview accordée à Human Rights Watch, il analyse dix ans après les évènements de la place Tienanmen, et conclut à la nécessité d'actions plus stratégiques, et plus ancrées dans le long terme.
Liu Binyan est l'éditeur pendant sept ans d'un petit journal d’information sur la Chine, « China Focus », dont le dernier numéro est sorti le 1er juillet 1999. Dans ce dernier numéro, il publie un article d’adieu aux lecteurs, dans lequel il fait son autocritique, en reconnaissant qu’il n’a pas fait preuve de lucidité sur la nature du pouvoir existant en Chine, qu'incapable de se débarrasser de ses illusions sur le régime, il s’est trompé sur la capacité de celui-ci à se maintenir en place, ce qui l’a empêché de prévoir la gravité de la tournure que les événements allaient prendre.

### Fin de vie

#### Autocritique
Dans une interview accordée en février 2005 à « Duo Wei », l'hebdomadaire en langue chinoise publié aux États-Unis, pour lequel il a travaillé, l’auteur du « Cauchemar des mandarins rouges » a affirmé avoir demandé, à l'occasion de ses 80 ans, à revenir sur sa terre natale pour y passer ses derniers jours, mais que sa demande a été rejetée par le gouvernement chinois. Reporters sans frontières, dans l'hommage rendu au journaliste dissident après son décès, fait remarquer ironiquement que « même mourant, Liu Binyan faisait peur au Parti communiste. Ce régime n’a ni pitié ni compassion pour les intellectuels qui dénoncent ouvertement la corruption et l’autoritarisme du Parti unique ».

#### Décès
Liu Binyan est mort en exil aux États-Unis, le 5 décembre 2005, à 80 ans, dans un hôpital du New Jersey, d’un cancer généralisé. Il a subi deux opérations pour un cancer du côlon diagnostiqué en septembre 2002.

#### Médias
Reporters Sans Frontières signale que les médias chinois n’ont publié aucune information sur la mort du journaliste et écrivain chinois, et que le moteur de recherche du site en anglais de l’agence de presse gouvernementale Xinhua ne propose aucune réponse pour « Liu Binyan ».

### Retour en Chine
Sa famille peut le faire inhumer en Chine en 2010. Néanmoins, les autorités communistes refusent l'épitaphe que souhaitait Liu Binyan sur sa pierre tombale : « L’homme chinois qui repose ici a fait ce qu’il devait faire et dit ce qu’il devait dire. » 

## Son œuvre
- Nouvelles confidentielles de notre journal, 1956
- Cauchemar des mandarins rouges, 1979 (édition française, Gallimard, 1989)
- Entre hommes et démons
- Fragrant Weeds, 1983
- China’s Crisis, China’s Hope, 1990
- A Higher Kind of Loyalty : A Memoir by China’s Foremost Journalist, 1990
- Tell the World, 1990

### Articles et films
- « Le nécessaire combat contre les privilèges et pour la démocratie », Le Monde diplomatique, 1988[8].

## Citations
- « Enrichir l'âme humaine est certainement la tâche la plus longue et la plus difficile qui nécessitera que l'on utilise le meilleur de toutes les civilisations, sans exacerber les différences entre elles » (dans l'article « Civilization Grafting : No Culture is an Island », Foreign Affairs (septembre/octobre 1993), p. 21).
- « Les civilisations peuvent émerger, aidant ainsi les peuples à briser les vieux cycles de déshumanisation » (dans l'article « Civilization Grafting : No Culture is an Island », Foreign Affairs (septembre/octobre 1993), p. 21).